# Eugoa crassa
Eugoa crassa är en fjärilsart som beskrevs av Walker 1862. Eugoa crassa ingår i släktet Eugoa och familjen björnspinnare. Inga underarter finns listade i Catalogue of Life.